# PPG Industries
PPG Industries, Inc. – amerykańskie przedsiębiorstwo z listy Fortune 500 i globalny dostawca farb, powłok i specjalnych materiałów z siedzibą w Pittsburghu w Pensylwanii. PPG działa w ponad 70 krajach na całym świecie. Pod względem przychodów jest to największa firma produkująca farby, powłok i uszczelniaczy na świecie. Siedziba firmy mieści się w PPG Place, kompleksie biurowo-handlowym w centrum Pittsburgha, która znana jest ze swojej szklanej fasady zaprojektowanej przez Philipa Johnsona.

## Założenie i XIX wiek

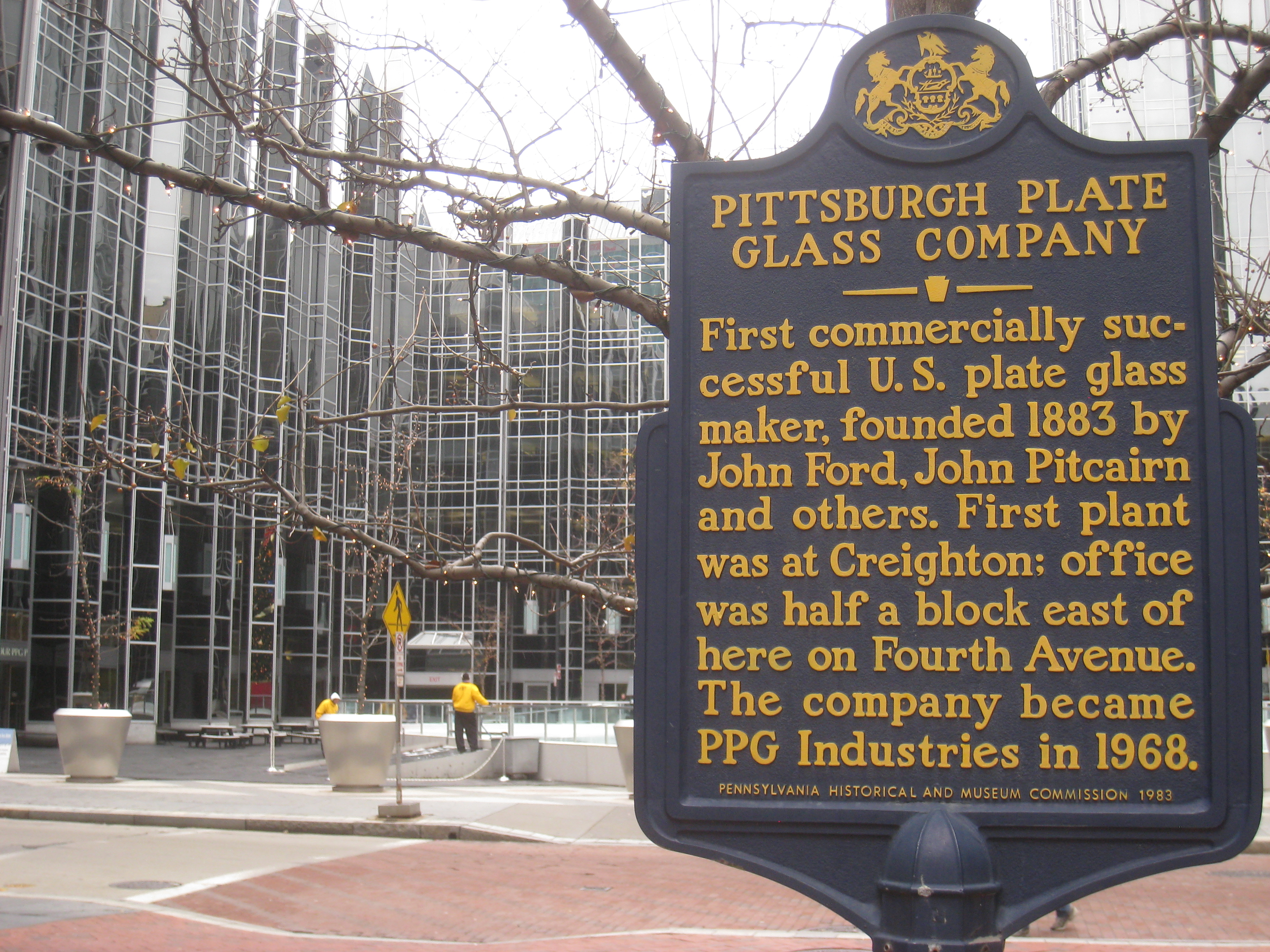
Tablica firmy Pittsburgh Plate Glass Company na placu przy PPG Place

Nazwa PPG Industries pochodzi o pierwotnej nazwy firmy – Pittsburgh Plate Glass Company, która została założona w 1883 roku przez kapitana Johna Baptiste Forda i Johna Pitcairna Jr. w Creighton w Pensylwanii.
PPG Company z siedzibą w Creighton w Pensylwanii (około 20 mil na północ od Pittsburgha wzdłuż rzeki Allegheny) szybko stała się wiodącym producentem wysokiej jakości grubego płaskiego szkła w Stanach Zjednoczonych. Sukces komercyjny odniósł, wykorzystując innowacyjny proces produkcji płyt szklanych. PPG była również pierwszą na świecie fabryką szkła płaskiego, która zasilała swoje piece lokalnie produkowanym gazem ziemnym, Była to innowacja, która szybko pobudziła powszechne przemysłowe wykorzystanie czystszego paliwa.
PPG szybko się rozrastało i do 1900 roku, znany jako „Glass Trust”, posiadał już 10 fabryk i 65% udziału w rynku szkła płaskiego w USA i stało się również drugim co do wielkości producentem farb w Stanach Zjednoczonych. Dziś, znana jako PPG Industries, to warta wiele miliardów dolarów korporacja z listy Fortune 500, posiadająca 150 zakładów produkcyjnych na całym świecie (w tym w Polsce). Obecnie produkuje powłoki, szkło, włókno szklane i chemikalia.
John Pitcairn był dyrektorem PPG od powstania firmy, jej prezesem od 1897 do 1905 roku, a od 1894 roku aż do śmierci – prezesem rady nadzorczej.

## XX wiek
W 1928 roku Pittsburgh Plate Glass Company kupiła Ditzler Color Company – założony w 1902 roku w Detroit koncern motoryzacyjny. 19 grudnia 1968 roku firma zmieniła nazwę na PPG Industries, Inc., aby pokazać różnorodność swojej oferty. W połowie lat osiemdziesiątych PPG przejęło Cipisa, hiszpańską firmę produkującą farby i przemianowała ją na PPG Ibérica. Prezes Cipisa, Pere Nadal Carres, został CEO PPG Ibérica. W 1990 roku PPG założyło Transitions Optical jako spółkę joint venture z Essilor.

## XXI wiek
W październiku 2000 roku PPG Industries ogłosiło, że przyjęło ofertę zakupu Courtaulds Aerospace za 512,5 mln dolarów. Jako część PPG Aerospace z siedzibą w Glendale w Kalifornii, ma roczną sprzedaż na poziomie około 240 milionów dolarów i zatrudnia 1200 osób. Firma produkuje uszczelniacze w Glendale w Kalifornii i w Shildon w Wielkiej Brytanii; powłoki i szczeliwa w Mojave, Kalifornia, USA; uszczelniacze do szklenia w Gloucester City, New Jersey, USA; oraz powłoki w Gonfreville we Francji. Firma prowadzi również 14 centrów obsługi aplikacji w Ameryce Północnej, Europie, Afryce, Azji i Australii.
W 2006 roku firma wprowadziła dwupoziomowy system wynagrodzeń, który spowodował masowe strajki w oddziałach z obecnością związków zawodowych w USA. System, który jest teraz dostępny w całej firmie PPG dla pracowników nieetatowych, zapewnia niższe stawki wynagrodzenia i mniejsze świadczenia dla osób zatrudnionych po wdrożeniu zmian niż osób zatrudnionym przed ich wdrożeniem. Po ostrym strajku trwającym pięć miesięcy w Zachodniej Wirginii, firma nie ugięła się przed żądaniami związkowców i nie wycofała się z dwupoziomowego systemu wynagrodzeń. W Lake Charles w stanie Luizjana w USA trzeba było przedłużyć umowy o pracę pracowników związkowych w trakcie strajku w sprawie dwupoziomowego systemu.
W 2007 roku PPG miała proces sądowy dotyczący nieujawniania informacji o redukcji zakupów jej dwóch głównych klientów na szkło samochodowe.
2 stycznia 2008 roku PPG przejęła grupę SigmaKalon Group za 3,2 miliarda USD od prywatnej firmy inwestycyjnej Bain Capital, znacznie zwiększając swoją działalność w zakresie farb i specjalnych powłok.
W 2008 roku PPG zmieniło nazwę oddziału szkła samochodowego Pittsburgh Glass Works i sprzedało większość firmie Kohlberg & Company. PPG zachowało 40% udziałów w PGW do marca 2016 roku, kiedy to sprzedało resztę swoich udziałów firmie LKQ Corporation zajmującej się odzyskiwaniem części samochodowych.
W 2012 roku PPG przejęła w całości firmę Dyrup A / S, założoną przez Sigurda Dyrupa, Axela Monberga oraz Ejnara Thorsena z firmy MT Højgaard w Danii w 1928 roku jako S. Dyrup & Co A / S, PPG dodała w ten sposób do swojego portfolio marki Dyrup, GORI (farba do drewna) i Bondex.
W kwietniu 2013 roku PPG zakończyło przejęcie firmy AkzoNobel North American zajmującej się powłokami architektonicznymi, w tym marek Glidden, Liquid Nails i Flood. Dochody w 2013 roku wyniosły 15,1 mld USD, podczas gdy aktywa 15,9 mld USD.
1 kwietnia 2014 roku PPG sfinalizowało sprzedaż Transitions Optical na rzecz swojego partnera joint venture, Essilor International z Francji, jednak centrum techniczne PPG w Monroeville nadal świadczy usługi badawczo-rozwojowe dla Transitions Optical. 5 listopada 2014 roku PPG kupiło meksykańskie Consorcio Comex, SA de CV („Comex”) za 2,3 mld USD
W kwietniu 2015 roku PPG sfinalizowało przejęcie firmy REVOCOAT, globalnego dostawcy uszczelniaczy, od firmy AXSON Group (przejęte później przez Sika Group). Charles E. Bunch|Chuck Bunch pozostał prezesem wykonawczym, a Michael McGarry prezesem i dyrektorem generalnym.
W lipcu 2016 roku PPG sprzedało pozostałą część swojej produkcji szkła firmie Vitro, z siedzibą w Meksyku, za 750 milionów dolarów.
We wrześniu 2017 roku PPG przestało mieć w swoim portfolio firmy związane z produkcją włókna szklanego poprzez sprzedaż pozostałej działalności związanej z włóknem szklanym firmie Nippon Electric Glass za 541 mln USD. Początek pozbywania się tej części działalności nastąpił w 2016 roku kiedy to PPG sprzedało swoje europejskie operacje w zakresie włókna szklanego firmie NEG i zbyło udziały w dwóch innych azjatyckich spółkach joint venture zajmujących się włóknem szklanym.

### Próba przejęcia AkzoNobel
W marcu 2017 roku firma złożyła dobrowolną ofertę przejęcia AkzoNobel za 20,9 mld euro, która została natychmiast odrzucona przez kierownictwo AkzoNobel. Kilka dni później firma złożyła podwyższyła ofertę do 24,5 miliarda euro (26,3 miliarda dolarów), którą kierownictwo AkzoNobel ponownie odrzuciła. Wielu akcjonariuszy wezwało AkzoNobel do zapoznania się z ofertą i dalszych negocjacji z PPG. Po braku reakcji na wezwania inwestorów, w kwietniu jeden z nich – Elliot Investors wezwał do odwołania prezesa Akzo Antony Burgmansa. Elliott, posiadający 3,25% udziałów w firmie, twierdził, że był częścią grupy inwestorów, którzy osiągnęli holenderski prawny próg 10% poparcia w głosowaniu niezbędne do zwołania nadzwyczajnego zgromadzenia w celu głosowania nad propozycją usunięcia Burgmansa. 13 kwietnia Templeton Global Equity ogłosił, że należy do innej grupy inwestorów wzywających do zwołania nadzwyczajnego zgromadzenia akcjonariuszy AkzoNobel w celu omówienia dalszej kadencji Burgmansa na stanowisku prezesa. Parę tygodniu później Akzo przedstawił plan oddzielenia działu chemicznego i wypłaty akcjonariuszom dodatkowej dywidendy w wysokości 1,6 miliarda euro w celu powstrzymania próby przejęcia przez PPG. PPG odrzuciło nową strategię Akzo, twierdząc, że ich oferta stanowi lepszą wartość dla akcjonariuszy wspieranych przez działacza Akzo, akcjonariusza Elliot Advisors. 24 kwietnia, na dzień przed corocznym zgromadzeniem akcjonariuszy Akzo, PPG zwiększyło swoją ofertę ostatecznie do 28,8 mld USD (26,9 mld EUR, 96,75 EUR za akcję), czyli o około 8%, a cena akcji Akzo wzrosła o 6% do rekordowego poziomu 82,95 EUR za akcję. Kolejny akcjonariusz Akzo, Columbia Threadneedle Investments, wezwał firmę do nawiązania dialogu z PPG podczas gdy PPG twierdziło, że transakcja już w pierwszym roku jej działalności przyczyni się do wzrostu zysków aksjonariuszy. Najwięksi inwestorzy w Wielkiej Brytanii działający w ramach programów emerytalnych, Universities Superannuation Scheme (USS), namawiali Akzo do podjęcia rozmów z PPG. 2 maja Reuters ujawnił, że rada nadzorcza Akzo spotkała się, aby przedyskutować ofertę, nadal jednak twierdząc, że trzecia oferta PPG nie nadal niedoszacowuje wartości firmy. Na początku maja Akzo ponownie jednak odrzuciło ofertę PPG, powołując się na to, że oferta nadal nie wycenia spółki wystarczająco wysoko, a także potencjalnie naraża się na ryzyko braku zgody urzędu antymonopolowego i nie adresuje innych problemów, takich jak choćby „różnice kulturowe”. Zgodnie z holenderskim prawem spółek, PPG musiało podjąć decyzję o złożeniu formalnej oferty lub od jej odstąpienia. Na początku czerwca PPG ogłosiło, żę rezygnuje z dalszych prób przejęcia AkzoNobel.

### Przejęcie Tikkurila
W czerwcu 2021 roku firma sfinalizowała przejęcie grupy Tikkurila płacąc każdemu z dotychczasowych akcjonariuszy 34$ za akcje. Dzięki temu firma weszła w posiadanie 97,1% wszystkich akcji spółki. Dzięki tej transakcji powiększyła swoje portfolio produktów o wiodące marki na rynkach Europy Środkowo-Wschodniej oraz Skandynawii(Tikkurila, Beckers).

### Sprzedaż fabryk krzemionki strącanej
W końcówce 2024 roku PPG sprzedało polskiej grupie kapitałowej Qemetica (dawniej Ciech) dwa zakłady produkcyjne krzemionki strącanej: w Lake Charles - Westlake w Luizjanie i Delfzijl w Holandii oraz zakład przetwórstwa w Barberton w stanie Ohio, za łączną kwotę ponad 300 mln USD Była to największa w historii inwestycja polskiej firmy w Stanach Zjednoczonych. Od tej pory zakłady funkcjonują pod szyldem Qemetica US Silica LLC (zakład w Luizjanie) oraz Qemetica NL Silica B.V. (zakład w Holandii).

## PPG w Polsce
PPG jest obecna na polskim rynku jako PPG Deco Polska oraz PPG Cieszyn S.A. od 2009 roku po przejęciu rok wcześniej grupy Sigmakalon, która była właścicielem Polifarbu Cieszyn-Wrocław od 1999 roku. Na polskim rynku oprócz głównych marek PPG i Sigma Coatings PPG sprzedaje również marki takie jak Dekoral, Dekoral Professional, ProGold, Cieszynka, Domalux, Bondex, Drewnochron, Malfarb i inne. PPG Deco Polska posiada również sieć sklepów dla profesjonalnych malarzy pod marką Centrum Dekoral (dawniej „Centrum Dekoral Professional”) oraz sieć mniejszych sklepów partnerskich Studio Dekoral. PPG posiada fabryki farb i lakierów we Wrocławiu, Cieszynie, Ostrowie Wielkopolskim,
PPG w Polsce ma 6 oddziałów podzielonych ze względu na oferowane produkty oraz Regionalne Centrum Usług:
- ARCHITECTURAL COATINGS – Wrocław – produkcja farb do zastosowań architektonicznych, centrum badawczo-rozwojowe
- INDUSTRIAL COATINGS – Cieszyn – produkcja farb i lakierów, laboratorium
- PROTECTIVE & MARINE COATINGS – (Gdynia, Ostrów Wielkopolski) – sprzedaż produktów PPG dla przemysłu stoczniowego, energetycznego, petrochemicznego oraz przemysłu ciężkiego
- PACKAGING COATINGS – (Wrocław, Cieszyn) – produkcja powłok do różnego rodzaju opakowań tj. puszki do napojów, konserwy, wszelkie aerozole i tubki
- AUTOMOTIVE OEM COATINGS – (Gliwice) – sprzedaż farb, lakierów oraz materiałów pomocniczych stosowanych przy produkcji samochodów oraz ich podzespołów
- AUTOMOTIVE REFINIS – (Warszawa) – sprzedaż lakierów do renowacji pojazdów, a także farb do lekkich konstrukcji przemysłowych

W Polsce PPG zatrudnia ponad 1200 pracowników w swoich fabrykach w Cieszynie i Wrocławiu, oraz kilkuset pracowników w swoich oddziałach w Gdyni, Warszawie, Gliwicach, Ostrowiu Wielkopolskim oraz we wrocławskim Regionalnym Centrum Usług.

## Ochrona środowiska

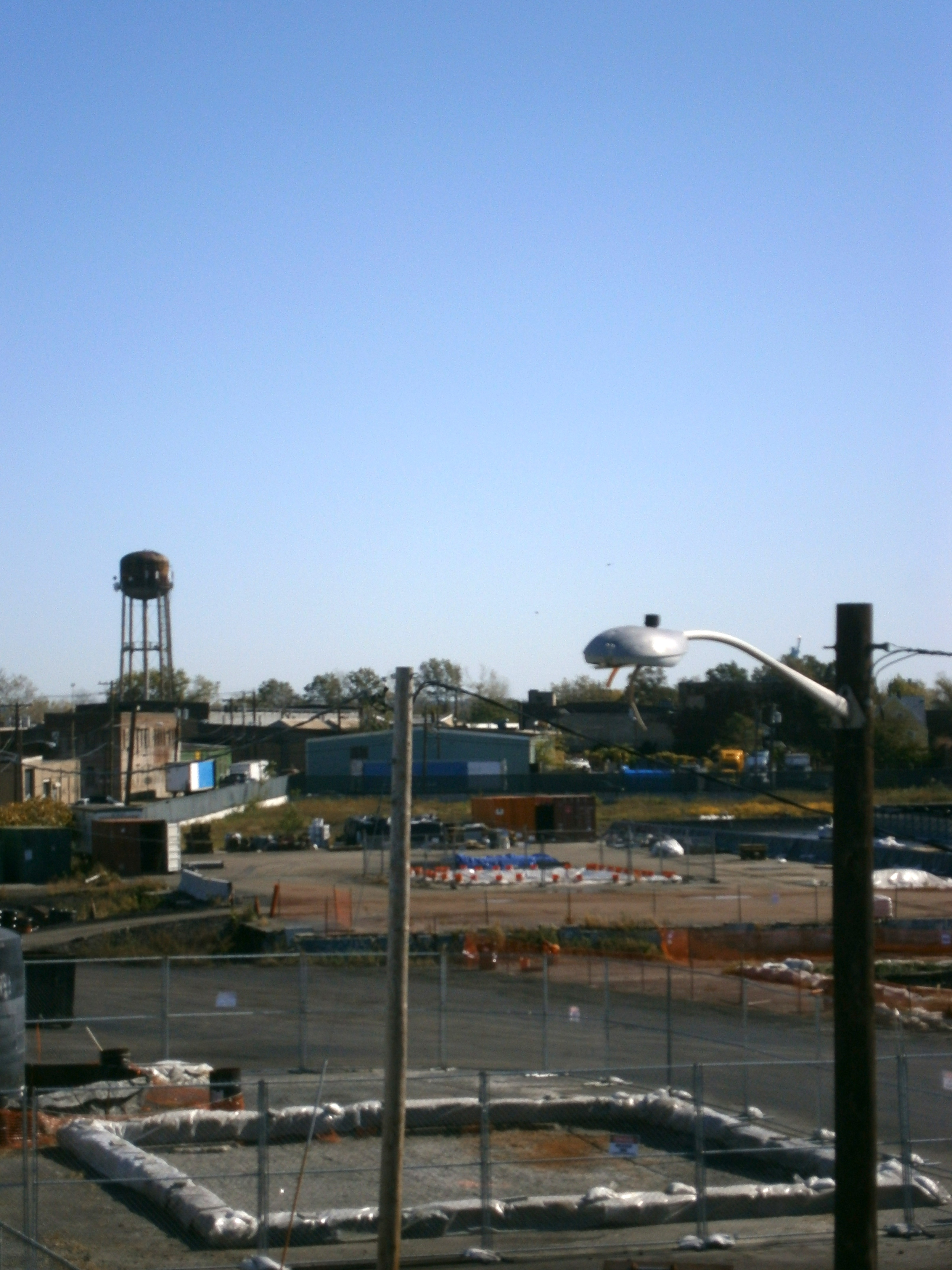
Środki zaradcze w Canal Crossing w Jersey City

W listopadzie 2010 roku PPG zgodziło się usunąć 700 000 ton toksycznych odpadów z Canal Crossing, terenów poprzemysłowych w Jersey City w stanie New Jersey, gdzie w latach 1954–1963 firma prowadziła zakład przetwarzania Chrom|chromu. Surowe standardy zostały uzgodnione w ugodzie w sądzie federalnym.
W 1998 roku projekt firmy PPG pod nazwą Lime Lake Reclamation (Przywrócenie Jeziora Lime, które zostało wysuszone poprzez eksploatację od początku XX wieku okolicznych złóż piaskowca i sody) w Barberton w stanie Ohio otrzymał specjalne nagrody w ramach programu National Beneficial Use of Biosolids od Agencji Ochrony Środowiska (EPA) region 5 w 1998 roku.
Według książki Strangers in their Own Land autorstwa Arliego Russella Hochschilda, PPG kazał pracownikom zrzucać toksyczne smoły w Bayou D’Inde do jeziora Charles w Luizjanie.

## W sporcie
PPG jest związane ze sportem od wielu lat, w tym jako główny sponsor serii CART, Indy Car w latach 1980–1997. Firma jest partnerem Team Penske w CART, IndyCar Series i NASCAR Cup Series od 1984 roku. Od pierwszego wyścigu Brickyard 400 w 1994 roku do 2001 roku, PPG było sponsorem jego trofeum.
4 października 2016 roku ogłoszono, że Consol Energy Center w Pittsburghu rezygnuje ze swoich praw do nazwy hali sportowej, siedziby Pittsburgh Penguins, i zostaną one przeniesione na PPG. Nowa nazwa stadionu to PPG Paints Arena.
PPG współpracuje również z zespołami wyścigowymi Formuły 1. Od 2017 roku PPG jest partnerem teamu F1 Williams.
PPG jest głównym sponsorem John Force Racing i produkuje wszystkie ich samochody, maluje i okleja je przed każdym wyścigiem NHRA.

## Marki PPG
| Ameryka Płn.                        | |
| PPG®                                | Stany Zjednoczone |
| GLIDDEN® by PPG                     | Kanada |
| CIL® by PPG                         | Kanada |
| DULUX® by PPG                       | Kanada |
| PPG PROLUX® by PPG                  | Stany Zjednoczone, Kanada |
| PPG PORTER PAINTS                   | Stany Zjednoczone |
| PPG PITTSBUGH PAINTS®               | Stany Zjednoczone |
| PITTSBUGH PAINTS and STAINS® by PPG | Stany Zjednoczone |
| MULCO® by PPG                       | Kanada |
| FLOOD® by PPG                       | Stany Zjednoczone, Kanada |
| LIQUID NAILS® by PPG                | Stany Zjednoczone, Kanada |
| SICO® by PPG                        | Kanada |
| HOMAX® by PPG                       | Stany Zjednoczone, Kanada |
| COMEX® by PPG                       | Meksyk |
| Ameryka Płd.                        | |
| RENNER® by PPG                      | Argentyna, Brazylia, Chile, Urugwaj |
| Europa, Bliski Wschód i Afryka      | |
| DEKORAL® by PPG                     | Polska |
| DEKORAL Professional® by PPG        | Polska |
| SIGMA® by PPG                       | Polska, Belgia, Chorwacja, Czechy, Dania, Francja, Grecja, Holandia, Malta, Niemcy, Słowacja, Słowenia, Węgry, Włochy, Litwa, Łotwa, Cypr, Rumunia, Serbia, Hiszpania, Szwajcaria, Turcja, Arabia Saudyjska |
| Drewnochron® by PPG                 | Polska |
| Domalux® by PPG                     | Polska |
| Cieszynka® by PPG                   | Polska |
| ProGold® by PPG                     | Polska, Francja |
| BONDEX® by PPG                      | Polska, Chorwacja, Czechy, Niemcy, Grecja, Węgry, Izrael, Włochy, Portugalia, Słowacja, Szwajcaria |
| BRANDER® by PPG                     | Holandia |
| BOONSTOPPEL VERF® by PPG            | Holandia |
| DYRUP® by PPG                       | Dania, Norwegia, Szwecja |
| GORI® by PPG                        | Dania, Norwegia, Szwecja, Niemcy, Belgia, Dania, Niemcy, Grecja, Włochy, Litwa, Sri Lanka |
| HISTOR® by PPG                      | Holandia |
| SEIGNEURIE® by PPG                  | Francja |
| GUITTET® by PPG                     | Francja |
| PEINTURES GAUTHIER® by PPG          | Francja |
| RAMBO® by PPG                       | Holandia |
| RIPOLIN® by PPG                     | Francja, Włochy |
| JOHNSTONE’S® by PPG                 | Wielka Brytania |
| LEYLAND® by PPG                     | Wielka Brytania |
| PRIMALEX® by PPG                    | Bośnia i Hercegowina, Chorwacja, Kosowo, Serbia, Słowenia |
| TRILAK® by PPG                      | Węgry |
| PROMINENT PAINTS® by PPG            | Republika Południowej Afryki |
| DANKE!® by PPG                      | Bułgaria, Włochy, Rumunia, Rosja |
| OSKAR® by PPG                       | Bułgaria, Włochy, Rumunia, Rosja |
| VEVEO Coatings by PPG               | Holandia |
| Azja i Australia                    | |
| MASTER’S MARK® by PPG               | Chiny |
| [IVY® by PPG]                       | Chiny |
| WHITE KNIGHT® by PPG                | Australia, Nowa Zelandia |
| TAUBMANS® by PPG                    | Australia, Nowa Zelandia |

## Galeria

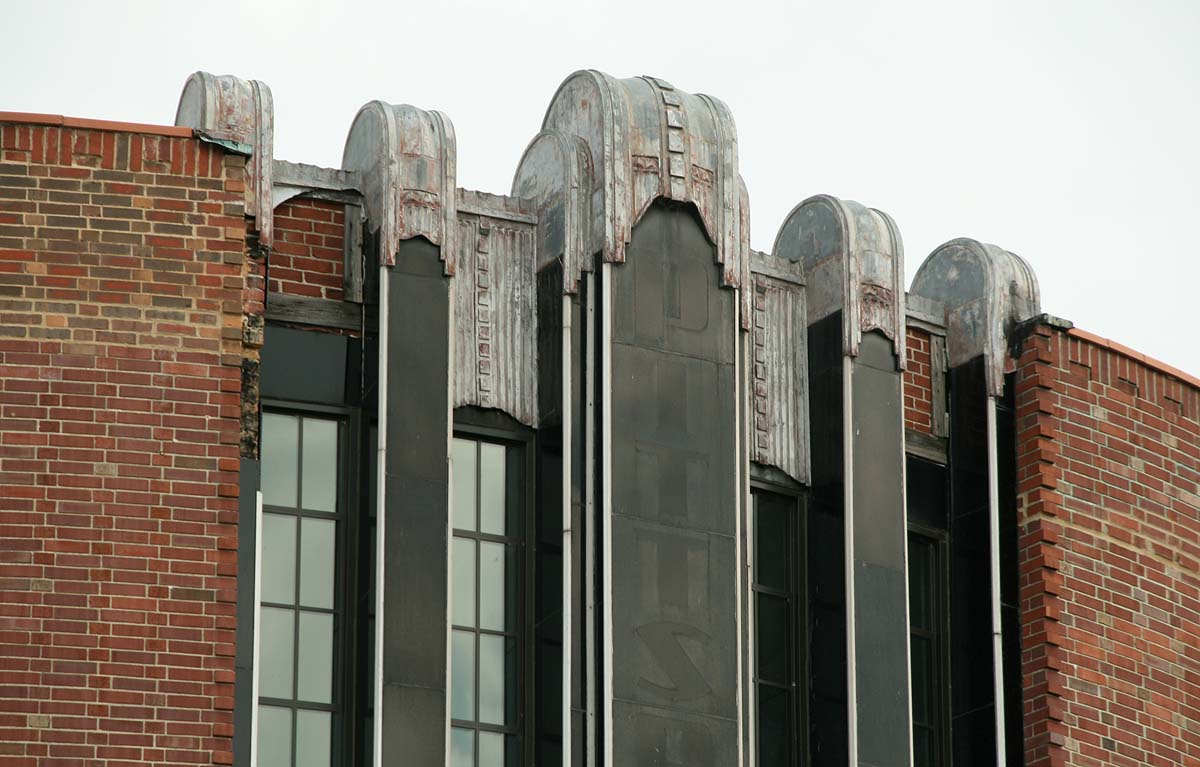
Detal historycznego Pittsburgh Plate Glass Enamel Plant building, Milwaukee, Wisconsin, USA.
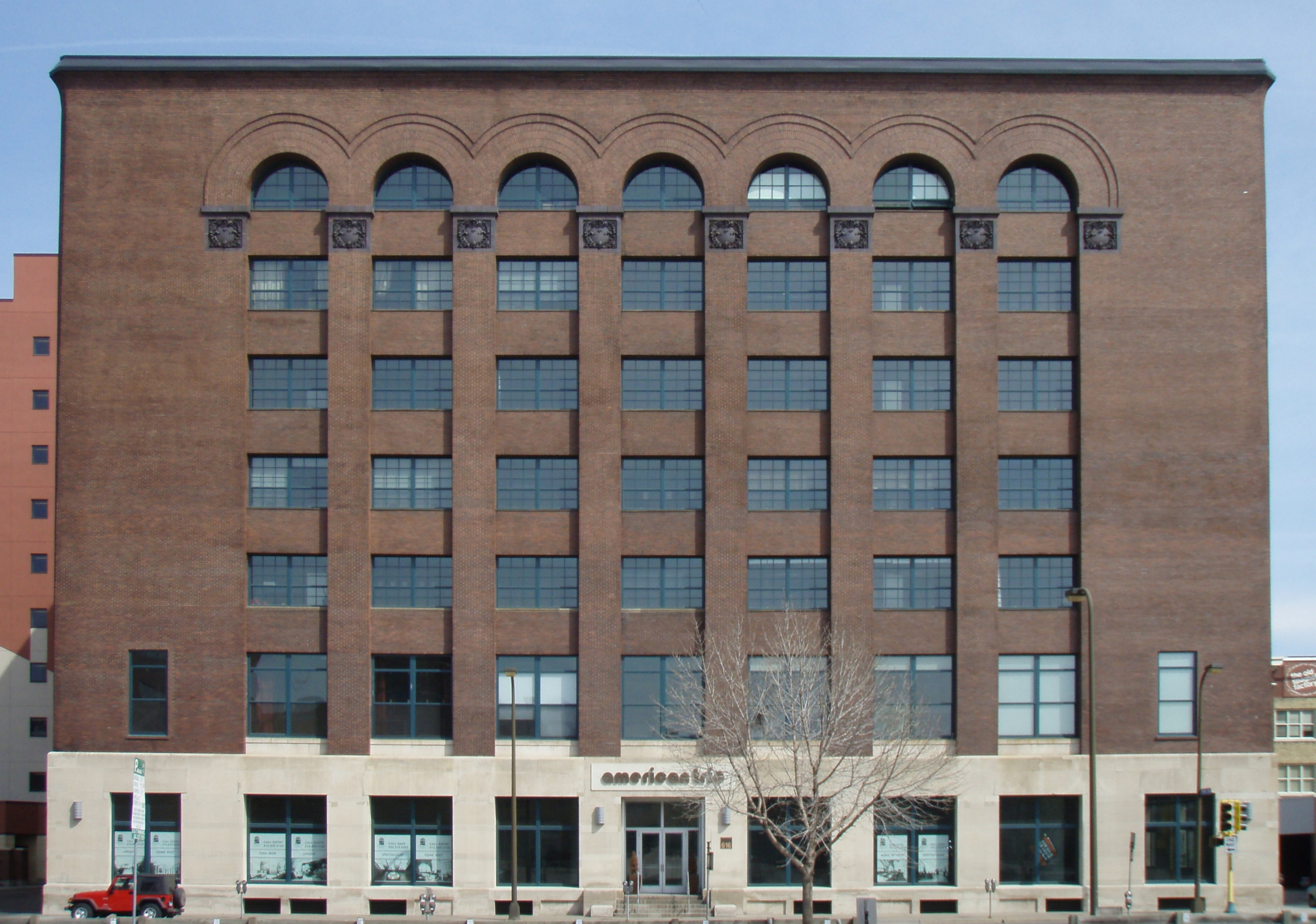
Budynek Pittsburgh Plate Glass w Minneapolis, Minnesota, USA.
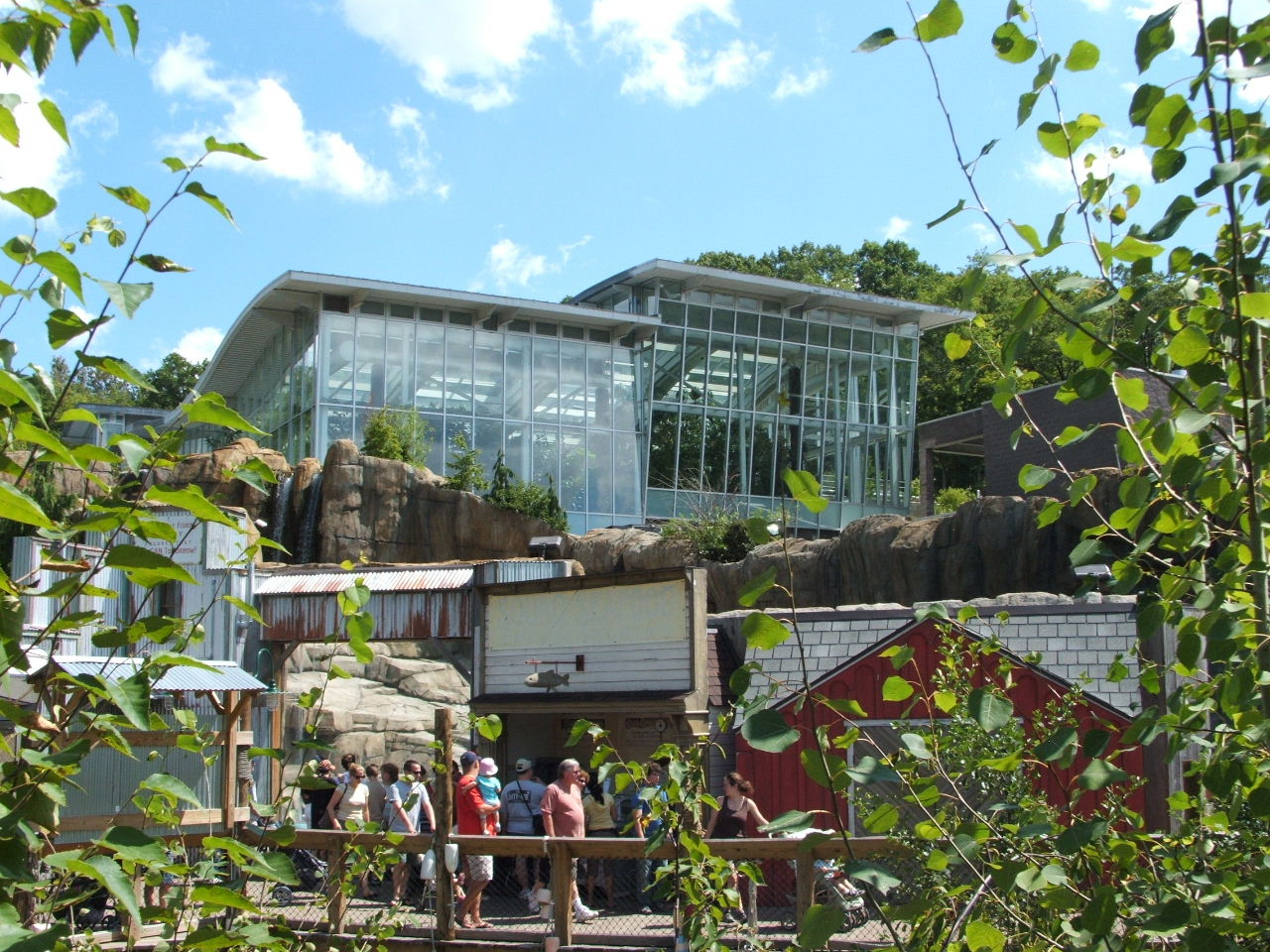
PPG Aquarium, Pittsburgh Zoo. Akwarium PPG w ZOO w Pittsburghu, Pensylwania, USA.